# Sileshi Sihine
Sileshi Sihine, född 29 september 1983 i Sheno i Etiopien, är en etiopisk friidrottare (långdistans).
Han bor i Addis Abeba i Etiopien, samt i Nijmegen i Nederländerna i samband med europeiska tävlingar. Efter att ha blivit tia vid de etiopiska mästerskapen på 10 000 meter 2001 kom han med i landslaget samma år. Han tog silver vid junior-VM i friidrott 2002, efter Gebre-egziabher Gebremariam och vann senare under året 10 000 meter vid de etiopiska mästerskapen. 
Under 2003 vann han både 5 000 meter och 10 000 meter vid de etiopiska banmästerskapen. Han sänkte sitt personbästa vid Golden League-tävlingar i Oslo och Rom och kom med till VM. Där tog han brons på tiden 27:01.44. Han fortsatte att sänka sitt personbästa under 2004 och tog även silver på 10 000 meter vid OS i Aten.
Sileshi Sihine är även kallad `den eviga 2:an, på grund av alla hans andraplatser, framförallt bakom Kenenisa Bekele. Han medverkade även i en friidrott-serie i SVT 2009. Under 2005 tog han silver vid VM.

## Personbästa
| Utveckling av Sileshi Sihines personbästa |             |              |
| År                                        | 5 000 meter | 10 000 meter |
| 2002                                      | 13:21,81    | 27:26,12     |
| 2003                                      | 13:06,53    | 26:58,76     |
| 2004                                      | 12:47,04    | 26:39,69     |